# Konkatedra Świętego Mikołaja w Preszowie
Konkatedra Świętego Mikołaja (słow. Konkatedrála svätého Mikuláša) – najstarsza świątynia w Preszowie i jednocześnie najcenniejszy zabytek w tej miejscowości. Jego wymiary to 54,7 metry długości, 34 metry szerokości, a wnętrze osiąga wysokość 16 metrów.
Początki gotyckiej świątyni sięgają XIII stulecia (według innych źródeł w 1347), kiedy stanęła tutaj świątynia jednonawowa, otoczona cmentarzem. W latach 1502–1515 pod kierunkiem mistrza Jána Brengyszena dobudowano kolejne dwie nawy i stał się przedstawicielem architektury późnogotyckiej. W okresie reformacji przejściowo znalazł się w rękach protestantów, następnie powrócił do katolików. W latach 1624 i 1710 dokonano kolejnych zmian architektonicznych, dodając elementy barokowe.
W 1788 zniszczył go pożar – podczas odbudowy dodano południowy portal wejściowy w stylu klasycystycznym. Następnie świątynie ponownie poświęcono. W 1904 podczas „gotyzacji” świątyni dobudowano neogotyckie zwieńczenie 60-metrowej wieży – hełm i ganek. Wieża ta jest charakterystyczna dla wielu słowackich świątyń, przebudowywanych na przełomie XIX i XX wieku. Na górę wchodzi się po 200 schodach.
W latach 50. XX wieku poddano go renowacji – powstała nowa posadzka trawertynowa, tynki, malowania, kolorowe witraże i drogę krzyżowa. W latach 1981–1989 po raz kolejny prowadzono w nim prace konserwacyjne.

## Wnętrze kościoła
Mimo zniszczeń pożaru oraz kilku remontów w środku zachowało się sporo wyposażenia z różnych epok. Gotyckie są liczne detale: zworniki, malowidła w prezbiterium i w nawie, sklepienia i portale. W łuku tęczowym znajduje się Ukrzyżowanie z ok. 1350.
Z dawnych 6 ołtarzy przetrwały tylko 3 – główny, uważany za jeden z najpiękniejszych na Słowacji powstał w 1696 i jest rzadkim przykładem symbiozy baroku i gotyku: gotycka skrzynia z posągami Maryi, św. Mikołaja i św. Wojciecha (z 1440, autorstwa Jána Weissa) otoczona jest barokowymi dekoracjami. Malowidła z oryginalnego gotyckiego ołtarza z końca XV wieku umieszczono w bocznej nawie. Nad ołtarzem głównym stoją figury aniołów z pracowni Mistrza Pawła z Lewoczy z początku XVI wieku. Z tego samego warsztatu pochodzi rzeźba Chrystusa nad sklepieniem nawy głównej. Trzeci ołtarz św. Antoniego Padewskiego z XVIII wieku, jest ołtarzem bocznym.
Ambona w stylu barokowym z XVII z płaskorzeźbą Dobrego Pasterza pochodzi z okresu przynależności kościoła do ewangelików. Cennymi obiektami jest jeszcze chrzcielnica z XVI wieku i dwie pary organów z XVII wieku – większe na chórze muzycznym i mniejsze koło ambony z cytatem z psalmu w języku niemieckim: O, wy wszyscy, którzy tędy idziecie, spójrzcie, czy wasza boleść jest większa jako moja?.